# Shokupan Mimi
Shokupan Mimi (食パンミミー?, Shokupan Mimī)  è un manga di Natsuko Shimamori, pubblicato sulla rivista Chara Sagashi Land and Ne~ne~ dell'editore Shufu-to-Seikatsu Sha. Lo studio Kachidoki ne ha prodotto un adattamento anime nel 2010; la serie conta quattordici episodi da un minuto l'uno e due animazioni speciali musicali.

## Trama
Mimi è una fetta di pane bianco; come una bambina, le piace trascorrere il suo tempo giocando assieme ai suoi amici: Bata-chan, Hammy, Pansam ed altri, tutti cibi antropomorfi. 

## Personaggi
Mimi (ミー?, Mimī)
Doppiata da Sakura Nogawa
Butter-chan (バタちゃん?, Bata-chan)
Doppiato da Saori Goto
Burro amico di Mimi.
Hammy (ハミィ?, Hamii)
Doppiato da Ui Miyazaki
Prosciutto amico di Mimi.
Puchitoma-chan (プチトマちゃん?)
Doppiato da Misako Tomioka
Pomodoro amico di Mimi.
Pansamu-kun (パンサムくん?)
Doppiato da Emi Hirayama
Croissant amico di Mimi.
Narratore
Doppiato da Shūta Morishima